# Sanctuaire de faune et de flore de l'île de La Corota
Le sanctuaire de faune et de flore de l'île de La Corota est une zone protégée dans le département de Nariño, en Colombie.